# 정덕 (명)
정덕(正德, 1506년 ~ 1521년)은 명나라 무종(武宗) 정덕제(正德帝)의 연호이다. 16년 가량 사용하였다.

## 개원
- 홍치(弘治) 18년 5월 18일[1](율리우스력 1505년 6월 19일)에 연호를 정덕(正德)으로 정하고, 다음 해 1월 1일[2](율리우스력 1506년 1월 24일)에 개원함.[3][4][5]

- 정덕(正德) 16년 4월 21일[6](율리우스력 1521년 5월 26일)에 연호를 가정(嘉靖)으로 정하고, 다음 해 1월 1일[7](율리우스력 1522년 1월 28일)에 개원함.[8][9][5]

## 연대 대조표
| 정덕 | 서기(西紀) | 간지(干支) |
| 원년 | 1506년     | 병인(丙寅) |
| 2년  | 1507년     | 정묘(丁卯) |
| 3년  | 1508년     | 무진(戊辰) |
| 4년  | 1509년     | 기사(己巳) |
| 5년  | 1510년     | 경오(庚午) |
| 6년  | 1511년     | 신미(辛未) |
| 7년  | 1512년     | 임신(壬申) |
| 8년  | 1513년     | 계유(癸酉) |
| 9년  | 1514년     | 갑술(甲戌) |
| 10년 | 1515년     | 을해(乙亥) |
| 정덕 | 서기(西紀) | 간지(干支) |
| 11년 | 1516년     | 병자(丙子) |
| 12년 | 1517년     | 정축(丁丑) |
| 13년 | 1518년     | 무인(戊寅) |
| 14년 | 1519년     | 기묘(己卯) |
| 15년 | 1520년     | 경진(庚辰) |
| 16년 | 1521년     | 신사(辛巳) |

## 동시대 연호

### 중국
- 조보(曹甫) 명정(明正) (1511년)
- 주신호(朱宸濠) 순덕(順德) (1519년)
- 단창(段鋹) 대순평정(大順平定) (1520년)

### 베트남
- 도안카인(端慶) (1505년 ~ 1509년)
- 홍투언(洪順) (1509년 ~ 1516년)
- 꽝티에우(光紹) (1516년 ~ 1522년)

### 일본
- 에이쇼(永正) (1504년 ~ 1521년)
- 다이에이(大永) (1521년 ~ 1528년)

## 같이 보기
- 다른 왕조의 같은 연호
  - 대리국(大理國) 정덕(正德, 1062년 ~ 1073년) : 효덕제(孝德帝) 단사렴(段思廉)의 연호이다.
  - 서하(西夏) 정덕(正德, 1127년 ~ 1134년) : 숭종(崇宗) 이건순(李乾順)의 연호이다.
  - 일본(日本) 쇼토쿠(正德, 1711년 ~ 1716년) : 나카미카도 천황(中御門天皇)의 연호이다.
- 중국의 연호 목록